# Żurawnica (wieś)
Żurawnica – wieś w Polsce położona w województwie lubelskim, w powiecie zamojskim, w gminie Zwierzyniec.
W latach 1975–1998 miejscowość administracyjnie należała do województwa zamojskiego.
Wieś jest sołectwem w gminie Zwierzyniec. Według Narodowego Spisu Powszechnego z roku 2011 wieś liczyła 786 mieszkańców.
Wierni Kościoła rzymskokatolickiego należą do parafii św. Katarzyny w Szczebrzeszynie.

## Części wsi
| SIMC    | Nazwa      | Rodzaj    |
| ------- | ---------- | --------- |
| 0907177 | Stara Wieś | część wsi |
| 0907183 | Wólka      | część wsi |

## Historia
Wieś notowana w roku 1563 jako Żorawnica podobnie w 1564, Żurawnica w roku 1827. Wieś prawa wołoskiego na początku XVI wieku. Prywatna wieś szlachecka Zurawnica położona była na przełomie XVI i XVII wieku w ziemi chełmskiej województwa ruskiego. 
Według Słownika geograficznego Królestwa Polskiego z roku 1895 Żurawnica, wieś w powiecie zamojskim, gminie Zwierzyniec, parafii Szczebrzeszyn. Cytując za notą SgKP „Ludność wsi wyróżnia się przymiotami charakteru”. W spisie z roku 1827 wykazano we wsi 64 domy i 321 mieszkańców podległych parafii w Topolczy.